# 1996 AE1
1996 AE1 är en asteroid i huvudbältet som upptäcktes den 12 januari 1996 av den japanska astronomen Takao Kobayashi vid Ōizumi-observatoriet.
Asteroiden har en diameter på ungefär 11 kilometer.